# Ronnie Rooke
Pour les articles homonymes, voir Rooke.
Ronald Leslie « Ronnie » Rooke, né le 7 décembre 1911 à Guildford et mort le 9 juin 1985 à Bedford, est un joueur et entraîneur de football anglais. 
Durant près de trois décennies, Rooke devient une machine à but, devenant le troisième buteur le plus prolifique de l'histoire du football, derrière Erwin Helmchen et Josef Bican, avec 931 buts marqués en 1029 matchs officiels. Il détient le record du nombre de buts marqués en championnat, avec 765 buts, ce qui fait de lui le meilleur buteur en championnat de tous les temps,. Il est actuellement le meilleur buteur des clubs londoniens du Fulham FC et Crystal Palace.

## Biographie
Rooke commence à jouer à Crystal Palace, à l'époque en Third Division South. Il débute dans la réserve, ne jouant que 18 matchs pour 4 buts entre 1932 et 1936. Lorsqu'il part pour la Second Division à Fulham en novembre 1936 où il est le meilleur buteur du club pendant trois saisons consécutives. Il inscrit 57 buts en 87 matchs, dont six buts lors d'une victoire 6-0 en FA Cup contre Bury.
Durant la Seconde Guerre mondiale, il met sa carrière professionnelle entre parenthèses. Il rejoint la RAF, et joue durant le championnat de guerre à Fulham, puis un match non officiel avec l'équipe d'Angleterre lors d'une victoire contre le pays de Galles. La Football League reprend en 1946 et Rooke signe à Arsenal où il recommence à marquer des buts.
Il marque lors de son premier match, une victoire sur Charlton Athletic le 14 décembre 1946. Il inscrit 21 buts en 24 matchs puis lors de la saison 1947-48, il inscrit 33 buts, un record pour une équipe post-guerre. Arsenal remporte la First Division et Rooke est meilleur buteur de la ligue.
Rooke inscrit 14 buts en 1948-49 puis quitte les Gunners à l'été 1949 pour rejoindre son ancien club du Crystal Palace, en tant qu'entraîneur-joueur. En tout, il a inscrit 70 buts en 94 matchs.
Rooke quitte Palace en novembre 1950 pour partir à Bedford Town où il reste jusqu'en 1953.
Il quitte définitivement le monde du football en 1961 puis travaille en tant que porteur à Luton Airport. Il meurt en 1985 d'un cancer du poumon à 73 ans.

## Palmarès
Arsenal FC
- Champion du Championnat d'Angleterre de football (1) :
  - 1948.
- Meilleur buteur du Championnat d'Angleterre de football (1) :
  - 1948 : 33 buts.